# 哈伯德鎮區 (明尼蘇達州哈伯德縣)
哈伯德鎮區（英語：Hubbard Township）是位於美國明尼蘇達州哈伯德縣的一個行政鎮區。

## 地方資料
哈伯德鎮區的面積為93.39平方千米，當中陸地面積為85.92平方千米，而水域面積為7.47平方千米。根據2020年美國人口普查的數據，當地共有人口770人，而人口密度為每平方千米8.24人。